# R254-es főút (Oroszország)

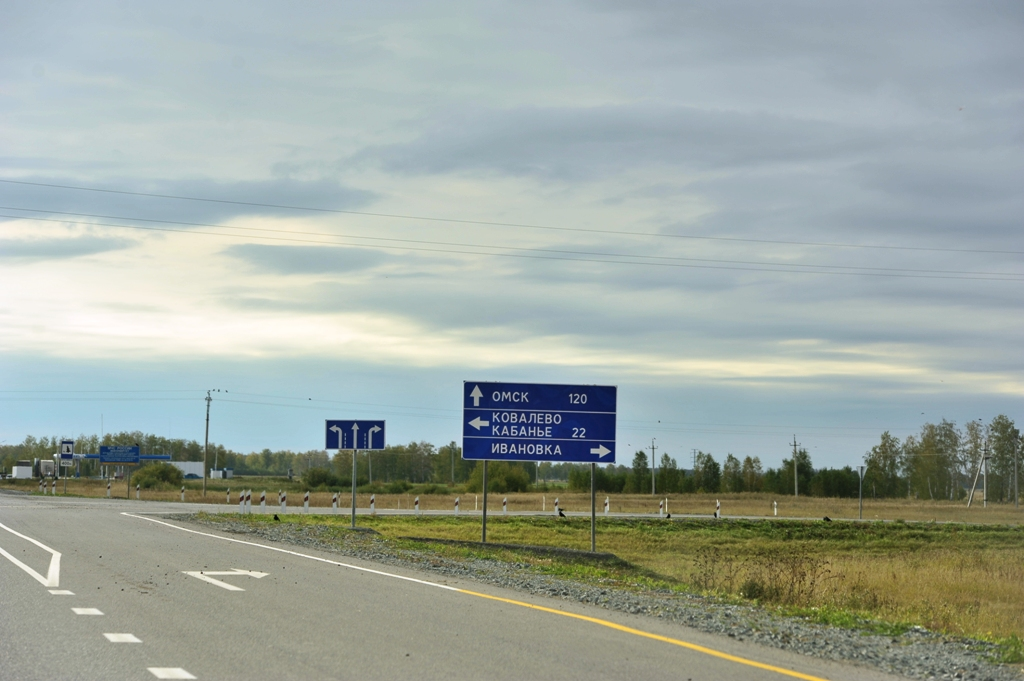

Az R254 „Irtis” főút (oroszul: Федеральная автомобильная дорога  «Иртыш») Oroszország egyik szövetségi jelentőségű – részben Kazahsztánon át vezető – autóútja Cseljabinszk–Kurgan–Omszk–Novoszibirszk között. Hossza kb. 1530 km. 
Az M5-ös „Urál” főút keleti folytatásának tekinthető. Része az ázsiai nemzetközi úthálózat  (Asian Highway 6) útvonalának.
Korábban M51 jelzéssel egy hosszabb főút része volt, de a régi útszámozást és -elnevezéseket egy 2010. évi kormányrendelet országszerte megszüntette és 2018. január 1-vel érvénytelenítette.

## Útvonal
A főút Cseljabinszkból kelet felé kiindulva a Cseljabinszki-, a Kurgani-, az Omszki- és a Novoszibirszki területen vezet keresztül. Kurgan és Omszk között egy közel 200 km hosszú útszakasza Kazahsztán északi vidékein halad át. Az útvonal négy nagy folyót keresztez: Kurgannál a Tobolt, a kazahsztáni Petropavl városnál az Isimet, Omszk déli peremén az Irtist és utolsó szakaszán, Novoszibirszknél az Obot.